# Boris Cybin
Boris Alexandrovič Cybin (rusky Борис Александрович Цыбин; 14. června 1928 Ržev, Ruská SFSR – 7. srpna 2011 Moskva) byl sovětský rychlobruslař.
Od roku 1952 startoval na sovětských závodech, na mezinárodní scéně se poprvé představil v roce 1956, kdy se zúčastnil Zimních olympijských her (10 000 m – 9. místo). Největšího úspěchu dosáhl na Mistrovství světa 1957, kde vybojoval bronzovou medaili, o rok později byl jedenáctý. Poslední závody absolvoval v roce 1961.